# ドゥカティ・1299
ドゥカティ・1299パニガーレ（Ducati 1299 Panigale）は、ドゥカティが生産・販売しているオートバイの車種である。同車の「スーパーバイク」シリーズのひとつであり、スーパースポーツに分類される。同社の1199の後継車種に位置づけられている。

## 概要
2014年のミラノ・モーターサイクル・ショーで発表され、2015年に発売された。車名の「パニガーレ」は、ドゥカティの工場があるボルゴ・パニガーレに由来する。
搭載されるのは排気量1,285ccの水冷4ストロークL型2気筒エンジンである。ホイールベースは1437mmで1199と同一である。ベースバージョンは、フロントにマルゾッキ製の倒立フォークを、リアにザックスのショックアブソーバーを採用している。上位グレードの「パニガーレS」は、道路状況に合わせて様々な運転モードを切り替えることができる、オーリンズ製のセミアクティブスマートECサスペンションを装備している。また、新しいIMU、レーシングABS、アンチウイリーなどの新世代の電子制御も採用されている。切り替え可能なライディングモードとトラクションコントロールは1199と同様のものが引き続き採用されている。

## 派生車種

### 1299パニガーレR
スーパーバイク世界選手権のエンジン排気量規制（2気筒であれば1,200ccまで）により、通常バージョンの1299は特例で参戦を認めたオーストラリアスーパーバイク選手権を除いてスーパーバイクに参戦できない。そこで、1299パニガーレRには先代の1199パニガーレRと同じ排気量1,198ccのエンジンが搭載されている。また、タングステンバランスクランクシャフト、チタンバルブとコンロッド、および2リングピストンも採用されている。最高出力は通常モデルと同じ150.8kW (208PS) であるが、トルクは100.5lb-ft (136.2Nm) と、6.2lb-ft低下している。
サスペンションはオーリンズ製のパッシブサスペンションで、アクティブセットアップ (DES) が装備されていた1199パニガーレRとは異なる。ホイールベースはステアリングジオメトリーの差異によって、通常モデルと比較して5mm長い1442mmとなっている。また、フルチタン・カーボンファイバー製のアクラポビッチ製レーシングエキゾーストや、レーススペックECUも搭載されている。1299パニガーレRの「ファイナルエディション」には、スーパーバイク世界選手権でチャズ・デイビスとマルコ・メランドリが搭乗した車両に由来する、フルチタン製アクラポビッチ製ダブルアンダーシートエキゾーストシステム（ユーロ4承認）が装備されている。
乾燥重量は357ポンド (162kg) 、車両重量は406ポンド (184kg) である。

### 1299スーパーレッジェーラ
2016年11月、ドゥカティは1299スーパーレッジェーラ（Superleggera、イタリア語で「超軽量」を意味する）を500台の限定で発売した。2014年に発売された1199スーパーレッジェーラの後継モデルで、モノコック、複合カーボンファイバーシャーシ、マグネシウムエンジンケーシング、チタン製ファスナーとエキゾーストシステムによって軽量化を図った。ドゥカティによれば、車両重量は368ポンド (167kg) 、エンジン出力は160kW(218PS)であるという。